# Раџ Реди
Дабала Раџагопал „Раџ” Реди (енгл. Dabbala Rajagopal "Raj" Reddy, 13. јун 1937) је индијско-амерички научник из области рачунарства који је 1994. године, заједно са Едвардом Фајгенбаумом, добио Тјурингову награду.